# 윤영돈
윤영돈(1972년 10월 28일 ~ )은 대한민국의 작가, 수필가, 대표적 칼럼니스트, 기업강사, 전문코치(커리어코치)이다.

## 생애
『채용트렌드』시리즈 저자로 현재 인사혁신처 인재채용분과 정책자문위원이며 윤코치연구소 소장으로 활동하고 있다.
30대 초반에 1인 기업가로 독립해서 단국대학교 종합인력개발원 초빙교수, 성신여자대학교 경력개발센터 겸임교수, 한국코치협회 인증 전문코치(KPC), 한국코칭학회 상임이사, 한국강사협회 이사, 커리어코치협회 부회장, 한국능률협회 강사, 한국생산성본부 강사로 활발하게 활동하고 있다.
경력으로는 하우라이팅 대표컨설턴트, 결혼정보회사 (주)좋은만남 선우 콘텐츠기획자, 문서서식 1위 비즈폼 부설 연구소장, (주)유니드파트너스 평생교육원 원장 등 다양한 현장 경험을 바탕으로 현장의 복잡한 문제를 코칭해주고 있다.
글을 쓰기 된 계기는 한국경제신문 한경닷컴에서 칼럼을 꾸준히 쓰면서 윤코치'라는 필명의 칼럼니스트로 알려지게 되었다. 『30대, 당신의 로드맵을 그려라』책을 쓰면서 (한국문학번역원 주관 ‘한국의 책’ 선정, 중국어 번역·수출되면서 독립하는 계기가 되었다. 일하면서 늦은 나이에 단국대학교 대학원에 들어가서 박사를 취득했다. 2007년 한국경제신문 한경닷컴 칼럼니스트 신인상을 받았고, 2023년 월간 한국수필에서 신인상을 수상하였고, 2010년 콘텐츠 개발 능력을 인정받아 삼성경제연구소 SERI 우수지식인으로 선정되었다.
기업교육 전문가로 삼성전자, 삼성전기, 삼성중공업, 삼성SDS, 삼성증권, 삼성카드, 에스원, LG전자, LG디스플레이,LG생활건강, 포스코, 현대백화점, SK, SK증권, SKC,KT, 마이크로소프트, 서울특별시 인재개발원, 경기도 인재개발원, 한국생산성본부, 한국능률협회, 현대자동차, 대우조선해양, 현대정보기술, 삼성서울병원, MBC문화방송, 아시아나항공, 카카오, 넥슨, 휴롬, SPC, 유한킴벌리, 존슨앤존슨, 우리은행, 종근당, 녹십자, 동국제약, 신한생명, 신한금융투자, 롯데백화점, 현대백화점, 코오롱인재개발원, 호텔신라, 삼천리, 롯데월드, 한겨례신문 등에 출강하고 있다.
커리어코치로는 서울대, 연세대, 제주대 등 300여 개 대학교에서 특강을 했으며 대한민국 취업컨설팅대전, 대한민국취업박람회 등 20여 개 취업현장에서 컨설팅을 했다. 한국방송통신대학교 맞춤식 커리어코칭 대표코치, 서울고용포럼 취업컨설팅 대전 표창장을 수상했다.
면접관 교육은 한국가스공사, 한국항공우주산업(KAI), 대한무역투자진흥공사(KOTRA), 아시아나항공, 등에서 진행하고 있다. 2007년 5월 12일부터 2009년 2월 6일까지 한국경제신문사 한경닷컴 교육센터에서 커리어코치 1기부터 13기 과정을 진행했고, 2010년부터 커리어코치협회 주최 윤코치연구소 주관으로 커리어코치 1급 14기부터 42기까지 진행하고 있다.
2007년 한국경제신문 한경닷컴 컬럼니스트 신인상을 수상하고, 2010년 삼성경제연구소 SERI 우수지식인으로 선정될 만큼 다양한 콘텐츠 개발 능력을 인정받다.
한국마이크로소프트, 오라클, 넥슨, 선마이크로시스템, 삼성전자, 삼성전기, 삼성SDS 등 삼성그룹, 현대정보기술, 현대백화점, 현대자동차연구소 현대경제연구원 등 현대그룹, LG전자, LG기술연수원 등 LG그룹, SK커뮤니케이션, SK마케팅연구소 등 SK그룹, 포항제철소, 광양제철소 등 포스코그룹, 유한킴블리, 서울시인재개발원, 경기도인재개발원, 대구공무원연수원, 등 대기업 신입사원부터 팀장급 대상 기획서, 제안서, 보고서, 사업계획서 등 "문서의 4대천황"이라고 명명하며 교육 및 컨설팅을 진행하고 있다. 그 밖에 면접의 문제를 간파한 ‘역량 중심 면접관 교육’을 아시아나항공, KOTRA, 넥슨, SPC, 종근당, 러너코리아 등 진행하고 있으며, 서울대, 연세대, 단국대, 성신여대, 순천향대, 대진대, 제주대 등 300여개 대학교에서 특강을 하고 있다.
대한민국 취업컨설팅대전, 대한민국취업박람회, 서울 JOB 페스티벌, 국군장병취업박람회, 6대도시 취업박람회, 여성취업한마당, 대덕밸리채용박람회 등 취업박람회 현장에서 강의와 코칭을 하고 있다. 최근 사단법인 한국강사협회 명강사 제 249호로 선정되었다.

## 저서
- 《채용트렌드 2025》(경향미디어, 2024)
- 《채용트렌드 2024》(비전코리아, 2023)
- 《채용트렌드 2023》(비전코리아, 2022)
- 《채용트렌드 2022》(비전코리아, 2021)
- 《채용트렌드 2021》(비전코리아, 2020)
- 《채용트렌드 2020》(비전코리아, 2019)
- 《한국형 리더십코칭을 말한다》(북코리아, 2023)
- 《한국형 정서코칭을 말한다》(북코리아, 2022)
- 《한국형 커리어코칭을 말한다》(북코리아, 2020)
- 《책 잘 쓰는 법》(지식공감, 2022)
- 《독습, 책을 지적 자본으로 바꾸는 10가지 습관》(예문, 2019)
- 《NCS 기반 블라인드 채용 자소서&면접마스터》(비전코리아, 2018)
- 《남을 것인가? 떠날 것인가? 터닝시프트》(이새, 2018년)
- 《아직도 글쓰기가 어려운가? 공식대로만 쓰면 된다! 글쓰기 신공 5W4H1T》(경향미디어, 2017년)
- 《1PAGE로 설득하라! 보고서 마스터》(가디언, 2017년)
- 《상대의 마음을 훔쳐라! 기획서 마스터》(새로운 제안, 2015년)
- 《챗GPT 자기소개서》(지식공감, 2023년)
- 《한번에 OK 사인받는 기획서 제안서 쓰기》(랜덤하우스, 2008년)
- 《자연스럽게 Yes를 끌어내는 창의적 프레젠테이션》(뜨인돌, 2005년)
- 《30대, 당신의 로드맵을 그려라》(매일경제신문사, 2004년)
- 《자기소개서 작성법 특강》(양서원, 2003년)

## 감수
- 《기획서 제안서 작성 기술 200 무작정 따라하기》(길벗, 2006년)
- 《최강 프레젠테이션 기술》(지훈, 2008년)

## 이러닝 개발
- 삼성경제연구소 SERI PRO
- 크레듀
- 휴넷
- 한국산업인력공단
- 한국생산성본부
- 현대경제연구원
- 사이버MBA
- 메가넥스트 등 국내 대표적 e-learning 과정개발자

## 방송출연
- SBS <굿모닝 세상은 지금>
- MBC <실업극복 희망을 추천합니다>
- MBC <생방송 6시>
- KBS <제3지대>
- MBC <뉴스투데이>
- KBS <세상의 아침>
- EBS <직장인 성공시대>
- 교통방송 등 방송에서 전문패널로 출연하고 있다.

## 참고자료
- [머니투데이]올해 채용 키워드는 '컬처핏'…스펙터, 채용 노하우 세미나 개최
- [이코노미조선]팬데믹 후 혼돈에 빠진 채용 시장…퇴사 보편화 시대
- [한겨레신문] 채용 때 ‘문화’가 뜨는 이유
- [독서신문] 2023 채용 트렌드, 중요한 건 ‘경험’
- [한경BUSINESS] 엔데믹 시대 채용 트렌드는 무엇[이 주의 책]
- [서울경제] [책꽂이]10가지 키워드 내년 채용 동향
- [한겨레] 언택트’ 넘어 ‘딥택트’로
- [한국대학신문] 10가지 키워드로 보는 채용 트렌드
- [동아일보] 미래-생존 불확실한 시대, ‘트렌드 전망서’가 트렌드
- [리더십이 경쟁력이다 - 윤영돈 윤코치연구소장 인터뷰]성공하는 리더는 ‘필통’이 최우선
- [weekly chosun] 앞서가는 사람들 뜨는 직업 3人
- [한경비즈니스]비즈니스 글쓰기 강사 3인의 실전 노하우
- [한겨레신문]직업인 안에 숨은 경쟁력 찾아 싹틔워주죠
- [취업뽀개기], ‘진로 취업 코치단 양성 프로그램’ 1기 모집
- [동아일보]압박 면접? 모욕 면접!
- [경향신문]'10년후 명함' 지금 그려라
- [이색컨설팅의 세계]비즈라이팅 컨설턴트
- 기획서마스터, '회사생활 기획 바이블'로 직장인에게 인기
- [아! 나의 아버지]부끄럽게 느꼈던 아버지의 직업
- [리더십이 경쟁력이다]성공하는 리더는 '필통'이 최우선
- [중앙선데이]몸값 올리기 7계명
- [한국경제신문]국내 최초 커리어코치 전문가 교육과정 개설